# Strikers Football Club
O Strikers Football Club é um clube de futebol de Anguilla.
Possui 4 temporadas registradas na liga nacional. A primeira, 2008–09 e a última 2011–12 (4 seguidas). Em todas, o clube teve uma campanha apenas mediana.